# Lycée International de Saint-Germain-en-Laye

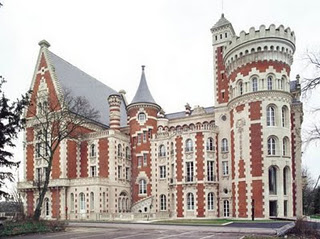
Château d'Hennemont

El Lycée International de Saint-Germain-en-Laye és un centre educatiu francès situat al municipi de Saint-Germain-en-Laye, al departament d'Yvelines, a l'oest de París.